# Otniel
Segons la Bíblia, Otniel (en hebreu עָתְנִיאֵל בֶּן-קְנַז Otnî'ēl Ben Qənaz) va ser el primer jutge d'Israel.
Membre de la tribu de Judà i pertanyent a la branca dels quenazites, Otniel era fill de Quenaz i net de Jefunnè, un descendent d'Esaú. El seu germà es deia Seraià.
En plena conquesta de Canaan per part dels israelites, el seu oncle Caleb va prometre la mà de la seva filla Acsà a qui l'ajudés valerosament en la conquesta de la ciutat de Debir. Otniel va conquerir la ciutat i d'aquesta manera es va casar amb la seva cosina Acsà.
Uns trenta anys després de la mort de Josuè, les tribus d'Israel van ser sotmeses per Mesopotàmia. Aleshores, Otniel va ser aclamat pel poble com a jutge d'Israel i va liderar l'exèrcit que lluitava contra l'ocupació.
Expulsat els invasors, Israel va tenir un període de quaranta anys de pau sota el lideratge d'Otniel, fins que va morir.
Els seus fills van ser:
- Hatat
- Meonotai, pare d'Ofrà